# Distrikt Aco (Corongo)
Der Distrikt Aco liegt in der Provinz Corongo in der Region Ancash in West-Peru. Der Distrikt wurde am 9. Mai 1923 gegründet. Er besitzt eine Fläche von 57,5 km². Beim Zensus 2017 wurden 404 Einwohner gezählt. Im Jahr 1993 lag die Einwohnerzahl bei 736, im Jahr 2007 bei 543. Die Distriktverwaltung befindet sich in der 3150 m hoch gelegenen Ortschaft Aco mit 220 Einwohnern (Stand 2017). Aco liegt 5,7 km nordnordöstlich der Provinzhauptstadt Corongo. Neben dem Hauptort gibt es im Distrikt noch den Weiler (caserío) San Isidro.

## Geographische Lage
Der Distrikt Aco liegt an der Westflanke der peruanischen Westkordillere im zentralen Norden der Provinz Corongo. Der Río Manta, ein rechter Nebenfluss des Río Santa, fließt entlang der östlichen und südlichen Distriktgrenze nach Südwesten und entwässert das Areal. 
Der Distrikt Aco grenzt im Westen an den Distrikt Corongo, im Norden an den Distrikt Cabana, im Osten an den Distrikt Cusca sowie im äußersten Süden an den Distrikt Yánac.